# استشارة وراثية
تعرف الجمعية العالمية للمهندسين الوراثيين الاستشارة الوراثية (بالإنجليزية Genetic counseling) بأنّها العلم المبني على فهم التأثيرات الطبية النفسية والعائلية المسببة لتوريث مرض معين. وتتضمن هذه العملية: 
- تفسير التاريخ الطبي للعائلة لتحديد نسبة الإصابة بالمرض أو عدم الإصابة به.
- تثقيف الناس بالنمط الوراثي وأهمية إجراء التحاليل.
- توفير خيارات مناسبة للتعامل مع المرض.

## المستشار الوراثي
المستشار الوراثيّ: شخص مدرب في مجاله يكون متخصصًا في الأحياء أو العلوم الوراثية أو التمريض أو علم النفس أو الصحة العامة والخدمة الاجتماعية فهؤلاء الخبراء لديهم قدرة كبيرة على تحويل لغة المصطلحات الطبية المعقدة إلى لغة سهلة يفهمها عامّة النّاس.
والمستشارون الوراثيون يكونون جزءًا من فريق الصحة العامة، ويؤدون دورًا في الدفاع عن حقوق المريض، ويكونون مصدرًا للمعلومات الوراثية اللازمة للأطباء والسجل الوراثيّ للعائلات ذوي الأمراض الوراثية أو التي تحمل خطر الإصابة، ويقومون بتحديد المشكلات والتحقيق فيها، كما يوفرّون الخيارات العلاجية والوقائية لهذه العائلات.
يتواجد المستشارون في عيادات متخصصة في تشخيصات ما قبل الولادة، ومراكز أمراض الوراثة. وتتراوح مرحلة الاستشارة بين استشارات ما قبل الولادة (حين يكون أحد الوالدين حاملاً لصفة ممرضة) إلى مرحلة الرشد لأمراض وراثية، مثل مرض: «هنتنغتون» والأمراض المسرطنة الوراثية.

## المستشارون الوراثيون والترخيص
تمنح بعض الولايات الأمريكية رخصًا للمستشارين الوراثيين، ومن هذه الولايات: كاليفورنيا، وكونيتيكت، وديلاوير، وإيداهو، ولينوي، وانديانا، وماساشوسيتس، ونبراسكا، ونيوهامسفير، ونيو جيرسي، ونيو ميكسيكو، وداكوتا الشمالية، وتينيسي، ويوتا، وواشنطن.
ولا تمنح هذه الرخص إلا لمن لديه شهادة من «المجلس الأمريكي للاستشارة الوراثية».
تم إصدار أول ترخيص لممارسة الاستشارة الوراثية عام 2002 في ولاية يوتا بالرغم من أن هذه المهنة وُلِدَت من قبل أربعة عقود، وقد شجّع المجلس الأمريكي لعلم وراثة الإنسان سائر الولايات على إصدار تراخيص للمستشارين، إذ إنّ التدريب المطلوب للحصول على الرخصة سيضمن جودة العمل، وسيسمح بتوفير تعويضات مالية

## التأمين الصحي
شركات التأمين لا توفر تعويضات لمن لا يملكون رخصة لأداء استشارات وراثية.
وبعض المرضى لا يحتملون تكاليف الاستشارة الباهظة، وتوفر رخصة للمستشار الوراثي يجعل المستشار معتمدًا في شركات التأمين فتزيد فرص حصوله على عملاء كما يتاح للمرضى/العملاء معرفة النسبة التي سنقوم بتغطيتها على شركات التأمين 

### المرضى الذين يحتاجون للاستشارة الوراثية
يمكن لأي شخص أن يطلب استشارة وراثية لأي حالة قد ورثها من والديه البيولوجيين، كما تستطيع المرأة الحامل أن تطلب استشارة إذا تبين وجود مشكلة في تشخيصات ما قبل الولادة، وهذه التشخيصات تمكن الوالدين من تحديد إمكانية إنهاء الحمل أو استمراره، وتوفر لهم معلومات كافية عن ولادة طفل يعاني من مشكلات صحية، كما يمكن لأي شخص أن يطلب استشاراتٍ بعد ولادة الطفل، حيث يوفّر الاستشاري كل المعلومات المطلوبة لاحتمالية إصابة أي طفل في المستقبل.

#### الأسباب التي تدعو للاستشارة الوراثية[4]
- وجود حالة مرضية وراثية في تاريخ العائلة.
- فحص وراثي يبين وجود مرض لجين واحد.
- تقدم العمر للأم (35 سنة)
- تقدم العمر للأب (40 سنة)
- نتائج غير طبيعية لفحص الأشعة فوق الصوتية للمرأة الحامل.
- زيادة نسبة السوائل في الفحص القفوي.
- وجود مرضى السرطان بشكل متكرر في تاريخ العائلة.
- توقع ظهور أمراض ذات أسباب وراثية عند البالغين.

## الحالات التي يُمكن الكشف عنها
كثير من الأمراض الوراثية لا تظهر إلّا إذا نقل كلٌّ من الأم والأب جيناتهم (المتنحية) وبعض الأمراض السائدة يمكن وراثته من أحد الوالدين، وبعضها يسببه خلل أو تحول يحدث خلال انقسام الخلايا. ويمكن أن تكشف الاستشارة عن حالات تسهل علاجها عن طريق تحليلات لبعض الأمراض كمتلازمة داون والبله المميت وسوء التغذية العضلي وفقر الدم المنجلي.

## السرطان المُوَرَّث
يُنصَح بعض المرضى باستشارات وراثية حسب حالتهم، أو حسب التاريخ المرضي للسرطان في عائلتهم.  وتقدر نسبة الأمراض السرطانية الموّرثة بــ 5-10٪ فقط، [7] مثل سرطان الثدي وسرطان المبيض وسرطان القولون[8]. وتساعد الاستعانة بمستشار وراثي قبل الخضوع للفحوصات في فهم النتائج وتأثيرها على حياة الفرد وعائلته، وما إن كانت سلبية أو إيجابية [9].
إمّا إذا كان المريض قد شُخِّــص بالسرطان من قبل فإنّ هذه الفحوصات ستساعده في تحديد طريقة العلاج المناسبة.

## استشارات ما قبل الولادة
إذا أشارت الفحوصات أو الأشعة إلى وجود خطر محتمل للجنين، ينصح الوالدان بالاستعانة بمستشار وراثي لمعرفة الخيارات المناسبة لمواجهة هذا الخطر، وتؤثر عوامل عديدة على القرارات التي يمكن أن يتخذها الوالدان، مثل: التوقيت، ووقت الفحوصات، وسلبيات هذه الفحوصات وإيجابياتها. ويمكن للوالدين الخضوع لفحوصات إضافية أو المضي بالعلاج دون هذه الفحوصات بعد أن يفصح المستشار عن جميع الخطوات الممكن إجراؤها.
وبعض هذه الفحوصات الشاملة قد تكون سببًا في الإجهاض بنسبة ضئيلة جدًّا (1-2٪) ولكنها توفر نتائج أكثر صحة وأكثر دقة.
حين يأخذ الوالدان الخيارات المتاحة بعين الاعتبار يؤكد لهم المستشار أنه لا توجد اختيارات صحيحة أو خاطئة، وفي أثناء المناقشات يبدي المستشار رأيه ويبدي حلولاً منطقية قد يتخذها الوالدان لتناسب مجرى حياتهم. [10] ويُمنح الوالدان أيضًا خطة مدروسة ليتخذوا منها قرارات مناسبة، ويركز المستشارون على أهمية اتخاذ القرار بناءً على التجارب؛ فالفحوصات التي تكشف عن وجود مرض وراثي أو خلل في الكروموسومات ليس لها علاج غالبـًا، وقد يقرر الوالدان إنهاء الحمل.
يقر «التحالف الوراثي» أنّ المستشارين الوراثيين يوفرون وسائل الدعم والمساعدة للعائلات، ويوجهونهم إلى مراكز الخدمة الاجتماعية والأطباء المختصين. وكثيرٌ من هؤلاء المستشارين يشاركون في أبحاث تتعلق بالطب أو الاستشارة الوراثية، ويؤدون أدوارًا غير تقليدية في الدعم والمساندة ضمن عملهم في شركات ومختبرات طبية؛ فعند اكتشاف نسبة عالية لخطر معين، يساعد المستشارون المرضى على الاستعداد نفسيّـًا وطبيـًّا واجتماعيـًا للتعامل مع النتائج.
كل فرد يضع بعين الاعتبار احتياجات أسرته، وبيئته الاجتماعية، ومرجعيته الثقافية ومعتقداته الدينية عندما يقوم بالتفكير وتفسير المخاطرة التي يقوم بها. وعلى العملاء أن يقوموا بتقييم أسبابهم قبل الاستمرار في متابعة الفحوصات؛ فمهمة المستشارين هي وضع جميع الاحتمالات في منظور العميل وتشجيعه على أخذ الوقت الكافي للتفكير قبل اتخاذ القرار. عند وجود نسبة خطر غالبا ما يقوم المستشارون بالتأكيد على الآباء بعدم مسؤوليتهم عن هذه النتيجة، وبهذا يتم اتخاذ القرار المناسب دون ضغط أو إكراه بعد تقديم جميع المعلومات المطلوبة وفهمها جيدًا.
الدعم النفسي في الاستشارات الوراثية:
إنّ موضوع علاقة الاستشارات الوراثية بالعلاج النفسي لا يزال يُناقَش؛ فالطبيب النفسي يسعى لمساعدة المريض وتحسين حالته، والاستشاري الوراثيّ يساعد المريض في التعامل مع موضوع صحي ومرضي يؤثر على حالته. وقليلة هي الدراسات التي تناقش تداخل عمل الطبيب النفسي والاستشاريّ الوراثيّ، لذلك يصعب الجزم بأنّ الاستشارة الوراثية نوعٌ من العلاج النفسي.  وهذا ما تقرّهُ هذه الدراسات
الـطــبيب الـنفسي:
تكثر التساؤلات والشكوك حول مصداقية الاستشارة الوراثية النفسية؛ لانعدام معرفة أسباب هذه الأمراض النفسية، وكثيرٌ من هذه الأمراض لها عنصر أساسي وراثي في الدراسات التوأمية، ولكنّ هذه المعلومات لا تزال غير كافية إذا كانت آلية وراثة هذه الأمراض معروفة 